# Petersaurach
Petersaurach – miejscowość i gmina w Niemczech, w kraju związkowym Bawaria, w rejencji Środkowa Frankonia, w regionie Westmittelfranken, w powiecie Ansbach. Leży około 12 km na wschód od Ansbachu, przy autostradzie A6, drodze B14 i linii kolejowej Norymberga – Aalen.

## Dzielnice
W skład gminy wchodzą następujące dzielnice: 
| - Adelmannssitz - Altendettelsau - Frohnhof - Gleizendorf - Großhaslach - Gütlershof - Külbingen - Langenheim | - Langenloh - Neumühle - Petersaurach - Schafhof - Steinbach - Vestenberg - Wicklesgreuth - Ziegendorf |

## Polityka
Rada gminy:
|      | Wolni Wyborcy | CSU | SPD | Jedność | Razem     |
| 2002 | 8             | 7   | 4   | 2       | 21 miejsc |

## Osoby urodzone w Petersaurach
- Margarete Bucklin, czarownica, skazana w procesie czarownic w 1594